# Pathalgaon
Pathalgaon es una ciudad de la India en el distrito de Jashpur, estado de Chhattisgarh.

## Geografía
Se encuentra a una altitud de 574 m s. n. m. a 310 km de la capital estatal, Raipur, en la zona horaria UTC +5:30.

## Demografía
Según estimación 2012 contaba con una población de 18 877 habitantes.